# Skreen
Skreen è un villaggio e parrocchia nella contea di Sligo, nella provincia del Connacht in Irlanda.

## Storia
St Adomnán, il primo biografo di St Columba (Colmcille) e uno dei suoi successori a Iona, fu dapprima abate nell'abbazia di Skreen, che presumibilmente acquisì il suo nome dalla parola Scrìn, in irlandese, che vuol dire "santuario", dalle reliquie di Adomnán. L'abbazia fu presa dai vichinghi nel IX secolo, che la saccheggiarono e la razziarono. Adomnán è noto per l'antica legge irlandese in irlandese Cáin Adomnáin, ovvero la "Legge degli Innocenti", la quale protegge donne, bambini e altri non combattenti dall'essere vittime di guerra. 
La parrocchia di Skreen nella contea di Sligo deriva il suo nome dal nome Adamnan che, secondo il Glossario di Cormac, è un diminutivo irlandese di Adam.  Nella vita di San Farannan, pubblicata da Colgan, si sa che Tibraide, signore di Tir Fhiachrach, conferì a San Columba un posto chiamato in irlandese Cnoc-na-maoile; ma che in seguito esso fu chiamato in irlandese Scrín-Adhamhnain da un santuario che il santo ha eretto lì. 
L'abbazia, di cui non è rimasta traccia, si trovava nel sito dell'attuale chiesa di Skreen, accanto alla quale si trovano un vecchio cimitero e i vasti resti della chiesa medievale. All'interno della rovina si trova la tomba del reverendo Gabriel Stokes, un parroco del XIX secolo della parrocchia della Chiesa d'Irlanda e padre del matematico Sir George Stokes. 
Nel cimitero si possono trovare molte belle tombe di pietra calcarea del XVIII-XIX secolo, la più celebre delle quali è la tomba di Alexander Black del 1824, scolpita dal diamante "Vecchio Frank". I suoi discendenti sono ancora, dopo sette generazioni, nel settore della pietra da taglio sulla Strada costiera. 
Anche nella parrocchia si trovano le notevoli rovine del castello di Ardnaglass, originariamente posseduto dalla famiglia degli  O'Dowds, poi dai MacSweeneys e dopo la conquista di Oliver Cromwell da parte dei Jones e dei Neri.  
Ci sono due confessioni religiose a Skreen, la chiesa d'Irlanda e la cattolica romana. Lo Spiritual Life Institute, un ordine cattolico costituito da "eremiti apostolici", ha a Skreen anche un centro di ritiro spirituale.